# Satoru Anabuki
Satoru Anabuki (穴吹 智, Anabuki Satoru) (5 décembre 1921 - Juin 2005) est un pilote de l'armée impériale japonaise qui est, selon les sources, le deuxième ou troisième meilleur as de l'aviation du Service aérien de l'Armée impériale japonaise de la Seconde Guerre mondiale avec 39 victoires (bien qu'il en revendique 51),. Il y a étrangement 53 victoires revendiquées dans son autobiographie Soku no Kawa où son triple succès (les no 10 à 12) n'est compté que comme un seul (le succès suivant est noté comme le no 11).
Après la guerre, il sert dans la division d'hélicoptères des forces japonaises d'autodéfense de 1950 à 1971 puis entre à la Japan Airlines où il reste jusqu'à sa retraite en 1984.

## Biographie
Né dans une famille d'agriculteurs de la préfecture de Kagawa, il passe après le lycée l'examen d'entrée de l'école d'aviation pour cadets et entre à l'école d'aviation de l'armée à Tokyo en avril 1938, sortant diplômé en 1941 de la 6e promotion et reçoit une promotion de caporal en octobre. Il est affecté à la 3e compagnie du 50e escadron aérien stationné à Taïwan en 1941.
Au début de la guerre du Pacifique, il combat lors de la conquête des Philippines où il revendique son premier succès, un P-40, le 22 décembre 1941. Le 9 février 1942, il en abat deux autres.
Peu après, son unité retourne au Japon pour échanger ses Nakajima Ki-27 avec les nouveaux Nakajima Ki-43. Le 50e escadron aérien est ensuite envoyé en Birmanie en juin 1942. Il est promu sergent en décembre. Le 24 janvier 1943,  il abat sa première forteresse volante, un bombardier lourd B-24. Il revendique en avoir abattu trois autres, ainsi qu'un chasseur d'escorte P-38, lors d'un seul engagement le 8 octobre 1943, mais cela n'est pas confirmé. Le troisième B-24 revendiqué est signalé avoir été percuté par lui, lui causant de grands dommages à cause desquels il atterrit en catastrophe sur le rivage trois jours plus tard. En reconnaissance de ses succès, il reçoit une citation individuelle, chose sans précédent pour un pilote encore en vie.
En 1944, il est réaffecté au Japon pour devenir instructeur de vol à l'école d'aviation d'Akeno. Il vole pour la défense du Japon contre les raids aériens alliés. En décembre 1944, il est promu sergent-major et retourne au combat aux Philippines où il revendique avoir abattu au moins quatre F6F aux commandes d'un Nakajima Ki-84. Il obtient son dernier succès, un B-29, au-dessus du Japon.
Au moment de la création des forces japonaises d'autodéfense au début des années 1950, il s'enrôle et vole avec des hélicoptères pendant de nombreuses d'années avant de se retirer. Il s'enrôle également dans la réserve de la police nationale. Il se retire en tant que lieutenant-colonel en 1971, rejoignant ensuite la Japan Airlines et prenant sa retraite en 1984.
| N°    | Date         | Appareil commandé | Victime                             | Notes                                                                            |
| ----- | ------------ | ----------------- | ----------------------------------- | -------------------------------------------------------------------------------- |
| 1     | 22/12/1941   | Ki-27             | Curtiss P-40 Warhawk                | Lingayen, Philippines                                                            |
| 2     | -            | Ki-27             | inconnu                             | inconnu                                                                          |
| 3     | 09/02/1942   | Ki-27             | P-40                                | Bataan, Philippines                                                              |
| 4     | 25/10/1942   | Ki-43             | P-40                                | Chinskia, Inde                                                                   |
| 5     | 10/12/1942   | Ki-43             | Hawker Hurricane                    | Chittagong, Inde                                                                 |
| -     | 15/12/1942   | Ki-43             | Hurricane                           | Chittagong, Inde (probable)                                                      |
| 6     | 20/12/1942   | Ki-43             | Hurricane                           | Magwe, Birmanie                                                                  |
| 7     | 20/12/1942   | Ki-43             | Bristol Blenheim                    | Magwe, Birmanie (endommagé)                                                      |
| 8     | 23/12/1942   | Ki-43             | inconnu                             | Fenny, Birmanie                                                                  |
| 9     | 23/12/1942   | Ki-43             | Blenheim                            | Magwe, Birmanie (de nuit)                                                        |
| 10-12 | 24/12/1942   | Ki-43             | 3 Hurricanes                        | Magwe, Birmanie                                                                  |
| 13    | 30/12/1942   | Ki-43             | Blenheim                            | Meiktila, Birmanie                                                               |
| 14    | 14/01/1943   | Ki-43             | Hurricane                           | Inden, Inde ?                                                                    |
| 15    | 16/01/1943   | Ki-43             | P-40                                | Yunnan, Chine                                                                    |
| 16    | 17/01/1943   | Ki-43             | Hurricane                           | Fenny, Birmanie ?                                                                |
| 17-18 | 19/01/1943   | Ki-43             | 2 Hurricanes                        | Akyab, Birmanie                                                                  |
| 19    | 24/01/1943   | Ki-43             | Vickers Wellington                  | Rangoun, Birmanie                                                                |
| 20    | 26/01/1943   | Ki-43             | Consolidated B-24 Liberator         | Mingaladon, Birmanie (premier B-24 de jour)                                      |
| 21    | 30/01/1943   | Ki-43             | North American B-25 Mitchell        | Taungû, Birmanie                                                                 |
| 22    | 28/02/1943   | Ki-43             | Blenheim                            | Akyab, Birmanie                                                                  |
| 23    | 28/02/1943   | Ki-43             | Hurricane                           | Akyab, Birmanie                                                                  |
| -     | 02/03/1943   | Ki-43             | Hurricane                           | Fenny, Birmanie ? (probable)                                                     |
| 24    | 24/03/1943   | Ki-43             | B-25                                | Meiktila, Birmanie                                                               |
| -     | 29/03/1943   | Ki-43             | Hurricane                           | Mindon, Birmanie (probable)                                                      |
| 25-26 | 30/03/1943   | Ki-43             | 2 Hurricanes                        | Mindon, Birmanie                                                                 |
| 27-29 | 31/03/1943   | Ki-43             | 3 Hurricanes                        | Patenga, Inde                                                                    |
| 30-31 | 04/04/1943   | Ki-43             | 2 Hurricanes                        | Dohazari, Inde                                                                   |
| -     | 20/04/1943   | Ki-43             | Hurricane                           | Imphāl, Inde (probable)                                                          |
| 32    | 20/04/1943   | Ki-43             | Curtiss P-36 Hawk                   | Imphal, Inde                                                                     |
| 33-34 | 21/04/1943   | Ki-43             | 2 P-36                              | Imphal, Inde                                                                     |
| 35    | 28/04/1943   | Ki-43             | P-40                                | Kunming, Chine                                                                   |
| 36    | 04/05/1943   | Ki-43             | Hurricane                           | Cox's Bazar, Inde                                                                |
| 37-40 | 15/05/1943   | Ki-43             | 4 P-40                              | Kunming, Chine                                                                   |
| 41-42 | 22/05/1943   | Ki-43             | 2 Hurricanes                        | Chittagong, Inde                                                                 |
| 43-44 | 29/05/1943   | Ki-43             | 1 Hurricane 1 Supermarine Spitfire? | Chittagong, Inde Son Ki-43 Fubuki est retiré du service après 230 heures de vol. |
| 45-48 | 08/10/1943   | Ki-43             | 1 Lockheed P-38 Lightning, 3 B-24   | Rangoun, Birmanie (gravement endommagé) Aux commandes d'un Ki-43 Kimikaze        |
| 49-52 | février 1944 | Nakajima Ki-84    | 4 Grumman F6F Hellcat               | Philippines (en plusieurs sorties)                                               |
| 53    | Inconnu      | Kawasaki Ki-100   | Boeing B-29 Superfortress           | Honshū, Japon                                                                    |